# Barbe Mallebarbe
Barbe Mallebarbe, född cirka 1536, död i Charmes 6 augusti 1596, var en fransk kvinna som avrättades för häxeri.
Barbe Mallebarbe var omkring sextio år gammal och gift med Jean Mallebarbe, som beskrivs som krympling. Paret var daglönare och försörjde sig på tiggeri i trakten kring Charmes Lorraine. År 1596 kallades hon häxa offentligt i Charmes. Flera anklagelser riktades mot henne om att hon hade förorsakat sjukdom och olyckor över fiender, så som personer som inte ville ge henne allmosor. 
Hon greps just som hon försökte fly från staden. I fängelset försökte hon begå självmord innan hon hade förhörts. Hon bad då om att bli dödad direkt istället för torterad. Under förhör beskrivs hon som så samarbetsvillig att hon medgav i princip allt som hon blev tillfrågad i syfte att undvika tortyr. Hennes bekännelse har beskrivits som en bekräftelse av en stereotyp häxa, som en sådan förväntades se ut enligt förhörsledarna. I sin första frivilliga bekännelse uppgav hon att hon tjugo år tidigare blivit förförd av "Mäster Percy" (Djävulen) som givit henne en säck med pengar och lovat henne överflöd. 
Hon uppgav att hon inte hade skadat någon, men ändrade sig så fort hon utsatts för sträckbänken. Därefter utökade hon sin bekännelse med nya exempel på trolleri varje gång hon fick en ledande fråga och blev hotad med tortyr. Hon uppgav att hon inte kunnat dra sig ur Djävulens makt när hon väl slutit avtal med honom, att han frestat henne att trolla sjukdom och olyckor över människor som förolämpade eller skadade henne och att hon gjort detta med hjälp av magiska pulver, och att han gett henne order att åsamka skada genom trolldom. Domstolen gav henne ledande frågor där hon endast behövde bekräfta deras anklagelser och fylla i detaljerna för att motsvara den stereotypa bilden av en häxa i dåvarande demonologi, något hennes bekännelse utmynnade i. Slutligen angav hon två andra tiggarkvinnor, Claudon la Romain och Chesnon la Triffatte, som medbrottslingar. 
Barbe Mallebarbe dömdes till att brännas på bål för häxeri. Med tanke på hennes samarbetsvilja mildrades dock domen. Hon band fast vid bålet som hade utrustats med en anordning som gjorde det möjligt för bödeln att strypa henne på avstånd: hon tilläts sedan känna smärtan från de första lågorna på sin kropp, innan bödeln ströp henne innan hon brändes till döds. Claudon la Romain och Chesnon la Triffatte avrättades 3 september samma år. Detta fall var på många sätt en typisk mindre häxprocess. 